# Петрашевич, Игорь Александрович
Игорь Александрович Петрашевич (16 октября 1973, Жодино, Минская область) — советский и белорусский футболист, полузащитник.

## Биография
Воспитанник ДЮСШ г. Березино и СДЮШОР № 6 города Гродно, тренеры — Анатолий Аркадьевич Новиков, Станислав Иванович Уласевич. Взрослую карьеру начал в 1990 году в команде «Верас» (Гродно), игравшей в соревнованиях КФК. В 1991 году перешёл в главную гродненскую команду — «Химик», переживавшую смену поколений и финишировавшую в итоге на последнем месте во второй лиге СССР. Дебютный матч за клуб сыграл 16 мая 1991 года против «Ворсклы», заменив на 72-й минуте Сергея Гуренко. Всего в последнем сезоне первенства СССР провёл 25 матчей.
С 1992 года со своим клубом играл в высшей лиге Беларуси, клуб через короткое время был переименован в «Неман». В 1993 году Петрашевич стал обладателем Кубка Беларуси, приняв участие в 5 матчах кубковой кампании — всех, кроме финального, где остался в числе запасных.
В ходе сезона 1994/95 покинул «Неман», выступал в первой лиге за гродненские «Кардан Флайерс» и «Химволокно». В 1996 году ненадолго вернулся в «Неман», затем снова играл за «Кардан Флайерс»/«Белкард». В 1999 году в очередной раз вернулся в «Неман», где провёл два сезона. По окончании сезона 2000 года 27-летний футболист завершил карьеру.
Всего в высшей лиге Беларуси сыграл 103 матча и забил 2 гола, все — в составе «Немана». С учётом первенства СССР провёл за гродненский клуб 128 матчей, также сыграл за «Неман» один матч в Кубке СССР и 8 — в Кубке Беларуси.
В 1992 году принял участие в двух товарищеских матчах молодёжной сборной Беларуси. Забил победный гол в ворота ровесников из Молдавии (1:0) 30 августа 1992 года, тем самым стал автором первого гола в истории молодёжной сборной страны.

## Достижения
- Обладатель Кубка Беларуси: 1992/93